# Ana Rita Aguiar
Ana Rita Aguiar (Vale de Cambra, 1997) é uma modelo português vencedora do concurso de beleza Miss Internacional Portugal 2019, sendo assim, irá agora representar Portugal no Miss Internacional 2019 realizado em 12 de novembro de 2019 em Tóquio, Japão.